# ナムクル
ナムクルは、ニウエの14の村のひとつである。この村は、ニウエで最も小さな村で、面積は、1.48km²である。2001年の調査では、人口は14人である。

## 地理
ニウエの北部に位置し、トゥアパ村とヒクタバケ村の間に位置している。海に面しており、リゾート施設がある。